# Poul Moll Nielsen
Knud Poul Moll Nielsen (født 21. april 1930 i Slagelse, død 5. september 1992 i Slagelse) var en dansk hockeyspiller, der deltog på det danske landshold ved OL 1948 i London og 1960 i Rom. Poul Moll Nielsen spillede for Slagelse Hockeyklub og opnåede i alt 25 landskampe i perioden 1948-1960.
Ved OL i 1948 blev Danmark nummer 13 og sidst efter tre nederlag og et uafgjort resultat i den indledende pulje; dermed var Danmark elimineret fra turneringen. Poul Moll Nielsen var holdets yngste spiller og spillede én af kampene. Ved OL i 1960 blev Danmark igen sidst, denne gang blandt 16 hold. Her spillede Poul Moll Nielsen spillede alle tre kampe i indledende runde, hvorpå Danmark trak sig inden placeringskampene.
Hans bror, Villy Moll Nielsen, var også med på OL-holdet i 1960.